# Velenje
Velenje (njem. Wöllan) je grad i središte istoimene općine u središnjoj Sloveniji. 

## Stanovništvo
Prema popisu stanovništva iz 2002. godine Velenje je imalo 26.742 stanovnika.

## Zemljopis
Grad Velenje nalazi se u središnjem dijelu zemlje, na 81 km sjeveroistočno od Ljubljane i na 20 km od Celja.
Velenje se nalazi u središnjem dijelu Slovenije, u jugozapadnom dijelu pokrajine Štajerska. Grad se smjestio u istoimenoj Velenjskoj kotlini, koju stvara rijeka Paka. Iznad kotline i grada se izdižu planine Ljubela na sjeverozapadu i Paški Kozjak na sjeveroistoku.
U općini vlada umjereno kontinentalna klima. Obodom Velenja protiče rječica Paka. Na rijeci Paki nizvodno od grada stvoreno je umjerno Velenjsko jezero.

## Povijest
Područje Velenja bilo je naseljeno od prapovijesti, ali sve do prije 150 godina bilo je to neveliko selo. Međutim, u 19. stoljeću ovdje se otvara rudnik lignita. Zahvaljujući rudniku grad se brzo razvijao nakon Drugoga svjetskog rata. 1959. godine Velenje dobila položaj grada je postaje grad.
Nakon Titove smrti, 10. listopada 1981. godine mjenja ime u Titovo Velenje. Staro ime se vraća 17. srpnja 1990. godine.
Velenje je više stoljeća bio u posjedu Habsburgovaca. 1918. godine ono se priključuje Kraljevini Slovenaca, Hrvata i Srba, kasnije Jugoslaviji, da bi danas bio jedan od 10 vodećih gradova Slovenije.

## Šport
- RK Gorenje Velenje

Od 2016. održavaju se Velenje futsal zimski turnir i Velenje futsal ljetni turnir. Od 2018. održava se Futsal Korektbau turnir.

## Vanjske poveznice
- Službena stranica Općine Velenje